# Devil’s Film
Devil's Film — американська порностудія, що базується в Чатсворті, Лос-Анджелес, Каліфорнія. Створена в 1997 році, студія спеціалізується на гонзо-порнографії, орієнтованій на свінг і генг-бенг, і нішеві продукти, зосереджених на таких популярних фетишах, як міжрасова, транссексуальна і MILF-порнографія.

## Історія
Devil's Film вийшла на ринок порнопародії в 2009 році, випустивши Coctomom, пародію, натхненну таблоїдною сенсацією Надею Сулеман («Octomom») після народження вісьмох дітей шляхом екстракорпорального запліднення. Незабаром пішли пародії на «Велику любов» каналу HBO, «Безумців» телеканалу AMC, The Bachelor каналу ABC і The Biggest Loser каналу NBC, а також «Швидкі зміни в школі Ріджмонт-Хай» і всієї саги «Сутінки».

## Керівництво
У квітні 2013 року Giant Media Group, материнська компанія Pipedream Products, оголосила про придбання Devil's Film.

## Функціонування
Devil's Film є материнською компанією для лесбійської The L Factor і транссексуальної студії GoodFellas Productions, продюсера America's Next Top Tranny, пародії на тривале реаліті-шоу «Топ-модель по-американськи».

## Нагороди
- 2008 AVN Award — «кращий транссексуальний реліз» за Transsexual Babysitters 2[10]
- 2008 AVN Award — «кращий транссексуальний серіал» за Transsexual Prostitutes[10]
- 2009 AVN Award — 'Best Orgy/Gang Bang Series' за Cream Pie Orgy[11]
- 2009 AVN Award — «кращий транссексуальний реліз» за America's Next Top Tranny 2[11]
- 2009 AVN Award — «кращий транссексуальний серіал» за Transsexual Babysitters[11]
- 2011 XBIZ Award — «транссексуальний реліз року» за America's Next Top Tranny: Season 6[12]
- 2012 AVN Award — «кращий транссексуальний серіал» за America's Next Top Tranny[13]
- 2012 XBIZ Award — «міжрасовий серіал року» за Interracial Swingers[14]
- 2013 XBIZ Award номінація — 'Vignette Series of the Year' за Don't Tell My Wife…[15]
- 2014 XBIZ Award — «лесбійський реліз року» за The Seduction of Riley Reid[16]
- 2015 XBIZ Award — 'All-Black Release of the Year' за The Seduction of Skin Diamond[17]